# Pic de Comaminyana
El Pic de Comaminyana és una muntanya de 2.628 metres que es troba al municipi de la Vall de Boí, a la comarca de l'Alta Ribagorça.